# Okwa
Okwa ou Ukwa  est, d'après les récits mytho-historiques du peuple Shilluk (Soudan du Sud), le roi du Pays de Kero, une contrée où la mort n'existe pas, vaguement située dans la région des Grands Lacs africains.
Lors d'une de ses promenades près d'un fleuve, Okwa a rencontré deux esprits des eaux, les sœurs Nyikaya et Angwat, filles du crocodile Ud Diljil (ou Odiljil). Après avoir espionné les deux déesses durant leurs ablutions, Okwa décide de les enlever. Alerté par les cris de ses filles Ud Diljil apparaît hors des eaux. Après négociations, le saurien accorde à Okwa le droit d'épouser ses deux filles. Nyikaya a enfanté deux garçons, Nyikang (le fondateur du peuple Shilluk) et Moi, ainsi que trois filles, Nyadway, Ariemker et Bunyung. Angwat a enfanté Ju, Otono et Gilo (le fondateur du peuple Anuak).
Après la disparition du roi Okwa, son fils Duwat lui succède (selon certains récits, le nom de la mère de ce dernier est inconnu, cependant d'autres versions le présentent comme le jumeau de Nyikang). Nyikang et Duwat entrent en conflit au sujet de cette succession et Nyikang se voit obligé de quitter son pays natal en direction du nord vers l'actuel Shillukland. Duwat a engendré deux fils, Dimo l'ancêtre des Jur et Magghi l'ancêtre des Dembo.
- Généalogie mythique des Shilluk